# Diatenes aglossoides
Espèce
Diatenes aglossoides est une espèce de lépidoptère de la famille des Noctuidae. Elle est répandue dans la plupart de l'Australie.
Il a une envergure d'environ 40mm.
Sa larve vit sur différentes espèces d'acacias.

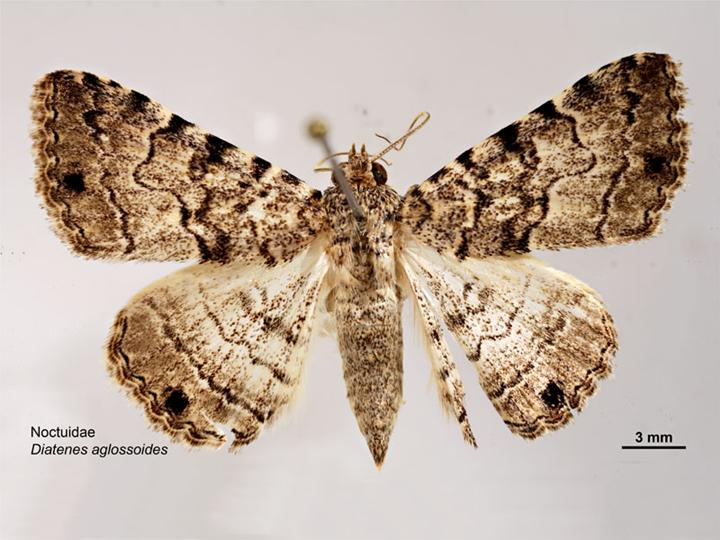
Vue dorsale.
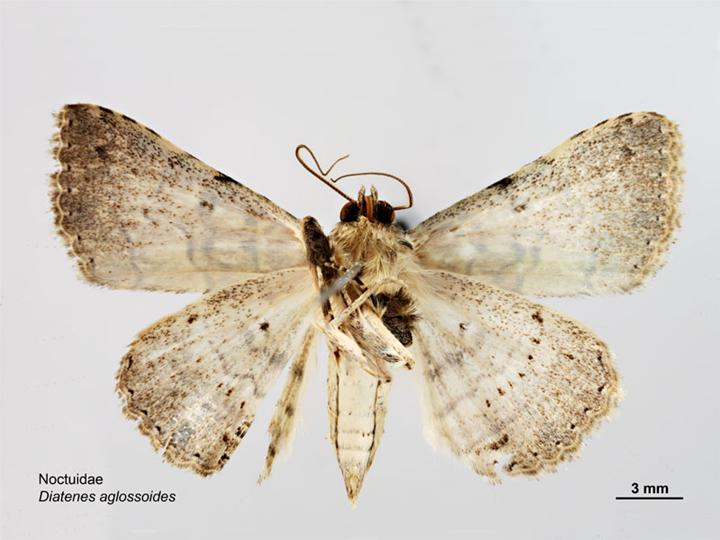
Vue ventrale.

## Synonyme
- Setida quadrisignata